# Frank E. Peretti
Frank E. Peretti (Lethbridge, Alberta, Kanada, 13. siječnja 1951.) suvremeni je američki pisac romana kršćanske tematike.
Do 2012. njegove su knjige diljem svijeta prodane u više od 15 milijuna primjeraka.
Njegove su najpoznatije knjige This Present Darkness (1986.) i Piercing the Darkness (1989.). Potonja je na hrvatski prevedena kao Prodor u svijet tame i objavljena 1998. Perettijeva radio-drama Tilly koju je kasnije uobličio u roman o temi pobačaja, prevedena je 1997. na hrvatski pod naslovom Tončica.